# Schwarzerium quadricolle
Schwarzerium quadricolle là một loài bọ cánh cứng trong họ Cerambycidae.